# Ядвіга Богданович
Ядвіга Богданович (нар.? — 5 січня 1937, Львів) — польська активістка незалежності, громадського та жіночого руху.

## Життєпис
У молодості вона стала активісткою гурту Товариства народної школи імені Теодора Томаша Жежа. З 1912 року вона працювала в жіночому відділенні Асоціації стрільців. Після початку Першої світової війни вона керувала корчмою у Відні для польських легіонерів, з 1915 року у Львівській Жіночій лізі. Вона організувала у Львові Економіку легіонерів, в рамках якої допомагали польським солдатам захищати Львів під час польсько-української війни.
Після повернення Польщі незалежності на зорі Другої Польської Республіки вона долучилася до діяльності Ліги Незалежності та Клубу прогресивних жінок. Під час польсько-більшовицької війни вона консолідувала жіночі об'єднання для захисту своєї батьківщини та очолила комітет «Все для фронту». У наступні роки вона була головою філії Жіночої ліги у Львові. Богданович працювала в притулку імені Юзефа Пілсудського, в якому доглядалии за сиротами легіонерів та захисників Львова. Вона працювала активно в Спілці жінок, виконуючи обов'язки віце-президента воєводського округу. Богданович була президентом Союзу польських спілок захисників Вітчизни .
Після парламентських виборів 1930 року Ядвіга стала депутатом сейму третього терміну, обраною зі списку під № 1 (BBWR — Безпартійний блок співпраці з урядом).
Вона жила за адресою вул. Яблоновських 42 у Львові.
Ядвіга Богданович померла 5 січня 1937 року. Її поховали на Личаківському кладовищі у Львові 8 січня 1937 року.
Чоловіком Богданович був Казимір Лада Богданович, суддя у Львові.

## Відзнаки та ордени
- Лицарський хрест ордена Відродження Польщі
- Медаль Незалежності
- Знак Пошани «Орлята»
- Легіонерський захисний хрест